# Voetbalkampioenschap van Midden-Elbe 1913/14
In 1913/14 werd het negende voetbalkampioenschap van Midden-Elbe gespeeld, dat georganiseerd werd door de Midden-Duitse voetbalbond. FuCC Cricket-Viktoria 1897 Magdeburgwerd kampioen en plaatste zich voor de Midden-Duitse eindronde. De club versloeg FC 1902 Cöthen en verloor dan van Hallescher FC Wacker. 
Magdeburger FC Viktoria 1896 nam de naam SV Viktoria 1896 Magdeburg aan.

## 1. Klasse
| Plaats | Club                                 | Wed. | W | G | V  | Saldo | Ptn.  |
| ------ | ------------------------------------ | ---- | - | - | -- | ----- | ----- |
| 1.     | FuCC Cricket-Viktoria 1897 Magdeburg | 12   | 9 | 2 | 1  | 46:10 | 20:4  |
| 2.     | SV Viktoria 1896 Magdeburg           | 12   | 9 | 2 | 1  | 45:11 | 20:4  |
| 3.     | Magdeburger SC 1900                  | 12   | 6 | 2 | 4  | 28:28 | 14:10 |
| 4.     | Magdeburger SC Preußen 1899          | 12   | 4 | 3 | 5  | 25:23 | 11:13 |
| 5.     | Magdeburger SC Germania 1898         | 12   | 3 | 3 | 6  | 22:30 | 9:15  |
| 6.     | FC Weitstoß 1898 Magdeburg           | 12   | 4 | 1 | 7  | 21:40 | 9:15  |
| 7.     | BFC Preußen 1902 Burg                | 12   | 0 | 1 | 11 | 7:52  | 1:23  |

|  | Finale titel |

### Finale titel
|              |                            |              |                                      |  |
| 1 maart 1914 | SV Viktoria 1896 Magdeburg | 3 – 5 (n.v.) | FuCC Cricket-Viktoria 1897 Magdeburg |  |
| 1 maart 1914 |                            |              |                                      |  |